# Verdrag van Bogue
Het Verdrag van the Bogue is een verdrag dat in oktober 1843 werd gesloten tussen het Verenigd Koninkrijk en het Qing-keizerrijk. Het verdrag was een aanvulling op het Verdrag van Nanking. De belangrijkste bepalingen waren de berechting van Britten door Britten en het verlenen van de status van meest begunstigde natie.

## Achtergrond
In 1842 werd het einde van de Eerste Opiumoorlog bekrachtigd met een vredesverdrag. Dit verdrag, de eerste van een reeks van ongelijke verdragen, werd getekend door de Britse vertegenwoordiger Sir Henry Pottinger en Qing-vertegenwoordigers Qiying, Ilibu en Niujian. Het verdrag bevat 13 artikelen en werd door beide landen geratificeerd.
Korte tijd later werden nieuwe onderhandelingen gestart, niet om het bestaande verdrag te veranderen, maar om diverse aanvullingen te realiseren. Op 8 oktober 1843 waren partijen het eens en tekenden Pottinger en Qiying het aanvullende verdrag. De handtekeningen onder het 17 artikelen tellende verdrag werden geplaatst op The Bogue, een smalle zeestraat in de Parelrivierdelta gelegen tussen Macau, Hongkong en Kanton.

## Bepalingen
Het primaire doel van het verdrag was om de handel tussen het Groot-Brittannië en het keizerrijk te vergemakkelijken. In artikel VII werd geregeld dat de Britten het recht kregen land en gebouwen te kopen of te huren en te wonen in de vijf handelshavens die volgens het verdrag van Nanking waren opengesteld: Kanton (Guangzhou), Amoy (Xiamen; tot 1930), Foochow (Fuzhou), Ningpo (Ningbo) en Shanghai. In artikel VIII worden de handelsmogelijkheden die aan de Britten zijn toegestaan verruimd voor alle buitenlanders. Binnenlandse reizen voor de buitenlanders bleven verboden (artikel VI).
Verder werd het recht van China om Britten te berechten afgenomen. De Britten kregen een vorm van exterritorialiteit en alleen Britse rechters konden tot een veroordeling overgaan. Omgekeerd beloofden de Britten gevlucht Chinese misdadigers uit te leveren (artikel IX). Verder werd Groot-Brittannië een meest begunstigde natie. Zouden nieuwe verdragen worden gesloten met andere landen die meer privileges boden, dan zouden deze nieuwe bepalingen automatisch ook voor Groot-Brittannië gaan gelden.
Het verdrag regelt verder een groot aantal praktische zaken als loodswezen, haventarieven en belastingen op de import en export.